# 중앙아프리카 제국
중앙아프리카 제국(Empire Centrafricain)은 중앙아프리카 공화국의 옛 나라이며, 1976년부터 1979년까지 존재하였다.
황제는 '아프리카의 나폴레옹'이라는 별명이 붙었던 보카사 1세였고, 입헌 군주제를 채택하였다. 보카사 황제는 쿠데타로 물러났고, 군주제도 폐지되어 예전의 공화국으로 되돌아갔다.

## 같이 보기
- 중앙아프리카 공화국의 역사